# Успенский, Виктор Валентинович
Виктор Валентинович Успенский  (4 февраля 1940, Борисоглебск, Воронежская область — 16 апреля 1999, Воронеж) — учёный-лесовод, лесоустроитель, педагог. Доктор сельскохозяйственных наук (1991), профессор (1993), академик Международной академии высшей школы (1994), зав. кафедрой таксации и лесоустройства Воронежской государственной лесотехнической академии.

## Биография
Родился в семье старшего инженера по транспорту управления «Воронежлес». Происходил из семьи потомственных лесоводов. Дед — лесопромышленник Орловской губернии, в 30-х гг. XX века репрессирован, сослан в Пермскую область. Семья часто переезжала с места на место, пока в 1951 не обосновалась в Воронеже.
В 1957 году поступил в Воронежский лесотехнический институт, окончил в 1962. В 1962 — 65 гг. работал в Юго-Восточном лесоустроительном предприятии, принимал участие в экспедициях в Краснодарский край, Смоленскую область, Дагестанскую АССР. С 1965 работал в Воронежском лесотехническом институте. Сначала — аспирант кафедры таксации и лесоустройства, с 1968 — начальник учебной части, с 1969 — ассистент кафедры таксации и лесоустройства, с 1975 — доцент, с 1990 — декан лесохозяйственного факультета, с 1993 — профессор и заведующий  кафедры. В 1985—1988 был секретарем партийного комитета Воронежского лесотехнического института. Тема кандидатской диссертации «Ход роста, товарная и сортиментная структура культур сосны ЦЧР». Тема докторской - «Особенности роста и продуктивность культур сосны».
В течение более 30 лет В. В. Успенский развивал актуальное научное направление, посвященное исследованию лесных насаждений искусственного происхождения, таксации фитомассы древостоев, оценке комплексной продуктивности лесов и организации многоцелевого лесопользования. В его трудах решена научная проблема, имеющая важное практическое значение. По результатам исследований им опубликовано более 100 работ, общим объемом более 60 печатных листов.
С 1994 В. В. Успенский был научным руководителем работ по выполнению подраздела государственной программы «Российский лес».
В течение многих лет В. В. Успенский читал курсы «Лесоустройство», «Таксация леса» для студентов специальности «Лесное и лесопарковое хозяйство». Им было опубликовано более 30 учебно-методических разработок объемом более 50 печатных листов. Им организованы специальности «Лесное охотоведение» и «Озеленение населенных мест». В последние годы активно занимался изучением углерод-депонирующей функции лесных насаждений и рекреационным лесопользованием.

## Основные труды
- Арсюков П. А., Бугаев В. А., Дударев С. М., Журихин С. В., Иванов С. М., Успенский В. В. Опыт лесокультурного дела в Тамбовской области. — Воронеж: Изд-во ВГУ, 1973. — 156 с.
- Попов В. К., Успенский В. В. Особенности роста, продуктивности и таксации культур. — М.: Лесная промышленность, 1974. — 128 с.
- Косарев Н. Г., Успенский В. В. Особенности роста древесных пород в субтропиках. — Воронеж: Изд-во ВПИ, 1984. — 64 с.
- Ипатов Л. Ф., Поляков А. В., Успенский В. В. Продуктивность лесных культур. — М.: Агропромиздат, 1986. — 240 с.
- Успенский В. В. Корабельные леса Черноземья. — Воронеж: Изд-во ВПИ, 1996. — 41 с.
- Успенский В. В. История лесного хозяйства России. — Воронеж: Изд-во ВПИ, 1998. — 120 с.